# Sciecq
Sciecq és un municipi francès situat al departament de Deux-Sèvres i a la regió de la Nova Aquitània. L'any 2007 tenia 527 habitants.

## Demografia

### Població
El 2007 la població de fet de Sciecq era de 527 persones. Hi havia 216 famílies de les quals 36 eren unipersonals (7 homes vivint sols i 29 dones vivint soles), 96 parelles sense fills, 77 parelles amb fills i 7 famílies monoparentals amb fills.
La població ha evolucionat segons el següent gràfic:
Habitants censats

### Habitatges
El 2007 hi havia 235 habitatges, 220 eren l'habitatge principal de la família, 4 eren segones residències i 11 estaven desocupats. Tots els 219 habitatges eren cases. Dels 220 habitatges principals, 183 estaven ocupats pels seus propietaris, 36 estaven llogats i ocupats pels llogaters i 2 estaven cedits a títol gratuït; 7 tenien una cambra, 10 en tenien dues, 12 en tenien tres, 61 en tenien quatre i 130 en tenien cinc o més. 163 habitatges disposaven pel capbaix d'una plaça de pàrquing. A 47 habitatges hi havia un automòbil i a 152 n'hi havia dos o més.

### Piràmide de població
La piràmide de població per edats i sexe el 2009 era:
| Homes | Edats   | Dones |
| ----- | ------- | ----- |
| 0     | 95 o +  | 0     |
| 0     | 90 a 94 | 0     |
| 0     | 85 a 89 | 4     |
| 0     | 80 a 84 | 8     |
| 12    | 75 a 79 | 8     |
| 8     | 70 a 74 | 8     |
| 8     | 65 a 69 | 12    |
| 12    | 60 a 64 | 4     |
| 28    | 55 a 59 | 28    |
| 12    | 50 a 54 | 16    |
| 20    | 45 a 49 | 24    |
| 24    | 40 a 44 | 28    |
| 16    | 35 a 39 | 12    |
| 12    | 30 a 34 | 8     |
| 28    | 25 a 29 | 4     |
| 8     | 20 a 24 | 0     |
| 16    | 15 a 19 | 16    |
| 24    | 10 a 14 | 24    |
| 12    | 5 a 9   | 4     |
| 16    | 0 a 4   | 12    |

## Economia
El 2007 la població en edat de treballar era de 343 persones, 250 eren actives i 93 eren inactives. De les 250 persones actives 244 estaven ocupades (119 homes i 125 dones) i 6 estaven aturades (2 homes i 4 dones). De les 93 persones inactives 53 estaven jubilades, 24 estaven estudiant i 16 estaven classificades com a «altres inactius».

### Ingressos
El 2009 a Sciecq hi havia 219 unitats fiscals que integraven 568,5 persones, la mediana anual d'ingressos fiscals per persona era de 21.205 €.

### Activitats econòmiques
Dels 11 establiments que hi havia el 2007, 1 era d'una empresa de fabricació d'altres productes industrials, 2 d'empreses de construcció, 5 d'empreses de comerç i reparació d'automòbils, 1 d'una empresa de transport, 1 d'una empresa immobiliària i 1 d'una empresa de serveis.
Dels 3 establiments de servei als particulars que hi havia el 2009, 2 eren tallers de reparació d'automòbils i de material agrícola i 1 paleta.
L'any 2000 a Sciecq hi havia 7 explotacions agrícoles.

## Poblacions més properes
El següent diagrama mostra les poblacions més properes.